# Campeonato Mundial de Natação em Piscina Curta de 2016 - 100 m peito masculino
A prova dos 100 metros nado peito masculino do Campeonato Mundial de Natação em Piscina Curta de 2016 foi disputado entre 6 e 7 de dezembro no Centro WFCU em Windsor, Canadá.

## Recordes
Antes desta competição, os recordes mundiais e do campeonato nesta prova eram os seguintes:
|                       | Nome                  | Nacionalidade | Tempo | Local  | Data                   |
| --------------------- | --------------------- | ------------- | ----- | ------ | ---------------------- |
| Recorde mundial       | Cameron van der Burgh | África do Sul | 55.61 | Berlim | 15 de novembro de 2009 |
| Recorde do campeonato | Felipe França Silva   | Brasil        | 56.29 | Doha   | 4 de dezembro de 2014  |

## Medalhistas
| Ouro             | Prata                  | Bronze               |
| Marco Koch (GER) | Vladimir Morozov (RUS) | Fabio Scozzoli (ITA) |

## Resultados

### Eliminatórias
As eliminatórias ocorreram dia 6 de dezembro com um total de 100 nadadores.  
| Colocação | Bateria | Raia | Nome                    | Nacionalidade            | Tempo   | Notas            |
| --------- | ------- | ---- | ----------------------- | ------------------------ | ------- | ---------------- |
| 1.        | 10      | 5    | Marco Koch              | Alemanha                 | 57,01   | Q                |
| 2.        | 10      | 6    | Ilja Szymanowicz        | Bielorrússia             | 57,39   | Q                |
| 3.        | 8       | 4    | Cody Miller             | Estados Unidos           | 57,41   | Q                |
| 4.        | 8       | 2    | Yan Zibei               | China                    | 57,47   | Q                |
| 5.        | 8       | 5    | Felipe Lima             | Brasil                   | 57,68   | Q                |
| 5.        | 9       | 5    | Felipe França Silva     | Brasil                   | 57,68   | Q                |
| 7.        | 8       | 3    | Fabio Scozzoli          | Itália                   | 57,70   | Q                |
| 8.        | 10      | 4    | Vladimir Morozov        | Rússia                   | 57,73   | Q                |
| 9.        | 9       | 4    | Cameron van der Burgh   | África do Sul            | 57,78   | Q                |
| 10.       | 6       | 0    | Carlos Claverie         | Venezuela                | 57,81   | Q,               |
| 11.       | 9       | 3    | Oleg Kostin             | Rússia                   | 57,93   | Q                |
| 12.       | 9       | 7    | Nic Fink                | Estados Unidos           | 57,97   | Q                |
| 13.       | 9       | 6    | Ross Murdoch            | Reino Unido              | 58,03   | Q                |
| 14.       | 8       | 1    | Andrew Willis           | Reino Unido              | 58,04   | Q                |
| 15.       | 10      | 2    | Yoshiki Yamanaka        | Japão                    | 58,10   | Q                |
| 16.       | 10      | 3    | Giedrius Titenis        | Lituânia                 | 58,18   | Q                |
| 17.       | 10      | 1    | Kazuki Kohinata         | Japão                    | 58,30   |                  |
| 18.       | 1       | 9    | Peter Stevens           | Eslovênia                | 58,35   |                  |
| 18.       | 7       | 6    | Richard Funk            | Canadá                   | 58,35   |                  |
| 20.       | 10      | 0    | Andrius Šidlauskas      | Lituânia                 | 58,51   |                  |
| 21.       | 9       | 2    | Tommy Sucipto           | Austrália                | 58,52   |                  |
| 22.       | 10      | 9    | Erik Persson            | Suécia                   | 58,55   |                  |
| 23.       | 6       | 8    | Jason Block             | Canadá                   | 58,62   |                  |
| 24.       | 8       | 7    | Johannes Skagius        | Suécia                   | 58,64   |                  |
| 25.       | 7       | 1    | Petr Bartůněk           | Chéquia                  | 58,73   |                  |
| 26.       | 9       | 8    | Martin Allikvee         | Estónia                  | 58,80   |                  |
| 27.       | 10      | 7    | Roman Trussov           | Cazaquistão              | 58,84   |                  |
| 28.       | 10      | 8    | Martin Liivamägi        | Estónia                  | 58,94   |                  |
| 29.       | 9       | 1    | Li Xiang                | China                    | 59,03   |                  |
| 30.       | 8       | 0    | Jean Dencausse          | França                   | 59,13   |                  |
| 31.       | 7       | 4    | Jonas Coreelman         | Bélgica                  | 59,15   |                  |
| 32.       | 8       | 9    | Andrei Tuomola          | Finlândia                | 59,25   |                  |
| 33.       | 6       | 5    | Chao Man Hou            | Macau                    | 59,30   |                  |
| 34.       | 6       | 6    | Renato Prono            | Paraguai                 | 59,36   |                  |
| 35.       | 9       | 9    | Marek Botik             | Eslováquia               | 59,40   |                  |
| 36.       | 7       | 0    | Christopher Rothbauer   | Áustria                  | 59,54   |                  |
| 37.       | 6       | 4    | Azad Al-Barazi          | Síria                    | 59,55   |                  |
| 38.       | 9       | 0    | Ari-Pekka Liukkonen     | Finlândia                | 59,60   |                  |
| 39.       | 8       | 8    | Giulio Zorzi            | África do Sul            | 59,67   |                  |
| 40.       | 7       | 2    | Kristijan Tomić         | Croácia                  | 59,74   |                  |
| 41.       | 6       | 1    | Youssef Elkamash        | Egito                    | 59,82   |                  |
| 42.       | 7       | 5    | Nikolajs Maskaļenko     | Letônia                  | 59,87   |                  |
| 43.       | 6       | 9    | Jordy Groters           | Aruba                    | 1:00,06 |                  |
| 44.       | 6       | 7    | Khoo Chien Yin Lionel   | Singapura                | 1:00,22 |                  |
| 45.       | 6       | 3    | Radomyos Matjiur        | Tailândia                | 1:00,29 |                  |
| 45.       | 7       | 3    | Martin Schweizer        | Suíça                    | 1:00,29 |                  |
| 47.       | 7       | 9    | Saša Gerbec             | Croácia                  | 1:00,30 |                  |
| 48.       | 7       | 8    | Tsui Hoi Tung Ronald    | Hong Kong                | 1:00,32 |                  |
| 49.       | 8       | 6    | Jorge Murillo Valdes    | Colômbia                 | 1:00,47 |                  |
| 50.       | 6       | 2    | Daniils Bobrovs         | Letônia                  | 1:00,82 |                  |
| 51.       | 5       | 6    | James Deiparine         | Filipinas                | 1:01,09 |                  |
| 52.       | 5       | 8    | Lee Hsuan-Yen           | Taipé Chinesa            | 1:01,35 |                  |
| 53.       | 5       | 7    | Marko Blaževski         | Macedônia do Norte       | 1:01,38 |                  |
| 54.       | 5       | 3    | Gregory Penny           | Ilhas Virgens Americanas | 1:01,51 |                  |
| 55.       | 5       | 4    | Julian Fletcher         | Bermudas                 | 1:01,56 |                  |
| 56.       | 5       | 5    | Viktor Vilbergsson      | Islândia                 | 1:01,63 |                  |
| 57.       | 5       | 9    | Ljubomir Agow           | Bulgária                 | 1:01,69 |                  |
| 58.       | 4       | 3    | Sultan Bukeev           | Quirguistão              | 1:01,77 |                  |
| 59.       | 5       | 1    | James Lawson            | Zimbabwe                 | 1:01,93 |                  |
| 60.       | 5       | 0    | Santiago Cavanagh       | Bolívia                  | 1:01,99 |                  |
| 61.       | 3       | 4    | Rafael Alfaro           | El Salvador              | 1:02,02 |                  |
| 62.       | 3       | 6    | Marc Rojas              | República Dominicana     | 1:02,18 |                  |
| 63.       | 5       | 2    | Arya Nasimi Shad        | Irão                     | 1:02,21 |                  |
| 64.       | 4       | 4    | Wong Chun Yan           | Hong Kong                | 1:02,35 |                  |
| 65.       | 4       | 1    | Arnoldo Herrera         | Costa Rica               | 1:02,39 |                  |
| 66.       | 4       | 6    | Denis Petrashov         | Quirguistão              | 1:02,66 |                  |
| 67.       | 4       | 8    | Darren Chan Chin Wah    | Ilhas Maurícias          | 1:02,93 |                  |
| 68.       | 4       | 2    | Fausto Huerta           | República Dominicana     | 1:03,08 |                  |
| 69.       | 4       | 9    | Ryan Maskelyne          | Papua-Nova Guiné         | 1:03,20 |                  |
| 70.       | 4       | 7    | Alex Axiotis            | Zâmbia                   | 1:03,50 |                  |
| 71.       | 3       | 5    | Pedro Pinotes           | Angola                   | 1:03,65 |                  |
| 72.       | 2       | 6    | Alberto Batungbacal     | Filipinas                | 1:03,76 |                  |
| 73.       | 3       | 2    | Christopher Cheong      | Singapura                | 1:04,03 |                  |
| 74.       | 3       | 3    | Jose Solis Rosales      | Costa Rica               | 1:04,54 |                  |
| 75.       | 3       | 7    | Ashley Seeto            | Papua-Nova Guiné         | 1:04,84 |                  |
| 76.       | 1       | 0    | Muis Ahmad              | Brunei                   | 1:04,86 |                  |
| 77.       | 3       | 1    | Zandanbal Gunsennorov   | Mongólia                 | 1:05,12 |                  |
| 78.       | 2       | 3    | Adrian Hoek             | Curaçau                  | 1:05,39 |                  |
| 79.       | 3       | 8    | Deni Baholli            | Albânia                  | 1:05,50 |                  |
| 80.       | 4       | 0    | Michael Stafrace        | Malta                    | 1:05,56 |                  |
| 81.       | 4       | 5    | Damjan Petrovski        | Macedônia do Norte       | 1:06,14 |                  |
| 82.       | 2       | 4    | Markos Kalopsidiotis    | Chipre                   | 1:06,21 |                  |
| 83.       | 2       | 2    | Marco Flores            | Honduras                 | 1:06,40 |                  |
| 84.       | 2       | 7    | Samuele Rossi           | Seicheles                | 1:06,44 |                  |
| 85.       | 3       | 0    | Miguel Mena             | Nicarágua                | 1:06,54 |                  |
| 86.       | 2       | 5    | Rainier Rafaela         | Curaçau                  | 1:07,21 |                  |
| 87.       | 2       | 0    | Meriton Veliu           | Kosovo                   | 1:10,67 |                  |
| 88.       | 1       | 4    | Shuvam Shrestha         | Nepal                    | 1:11,59 |                  |
| 89.       | 2       | 1    | John Llanelo            | Gibraltar                | 1:11,84 |                  |
| 90.       | 1       | 5    | Josue Portillo          | Honduras                 | 1:12,38 |                  |
| 91.       | 1       | 6    | Adil Bharmal            | Tanzânia                 | 1:13,84 |                  |
| 92.       | 2       | 8    | Devin Boodha            | Santa Lúcia              | 1:15,73 |                  |
| 93.       | 1       | 3    | Christian Villacrusis   | Marianas Setentrionais   | 1:16,11 |                  |
| 94.       | 1       | 2    | Alassane Seydou Lancina | Níger                    | 1:16,30 |                  |
| 95.       | 1       | 7    | Salofi Welch            | Marianas Setentrionais   | 1:16,55 |                  |
| 96.       | 1       | 1    | Michael Swift           | Malawi                   | 1:22,18 |                  |
| 97.       | 1       | 8    | Jegan Jobe              | Gâmbia                   | 1:26,02 | Recorde nacional |
| 98. !     | 2       | 9    | Joshua Tibatemwa        | Uganda                   | 99,99 ! | DNS              |
| 98. !     | 3       | 9    | Omiros Zagkas           | Chipre                   | 99,99 ! | DSQ              |
| 98. !     | 7       | 7    | Johannes Dietrich       | Áustria                  | 99,99 ! | DSQ              |

### Semifinal
A semifinal  ocorreu dia 6 de dezembro. 

#### Semifinal 1
| Colocação | Raia | Nome                | Nacionalidade  | Tempo | Notas |
| --------- | ---- | ------------------- | -------------- | ----- | ----- |
| 1.        | 3    | Felipe França Silva | Brasil         | 56,99 | Q     |
| 2.        | 6    | Vladimir Morozov    | Rússia         | 57,00 | Q     |
| 3.        | 7    | Nic Fink            | Estados Unidos | 57,10 | Q     |
| 4.        | 4    | Ilja Szymanowicz    | Bielorrússia   | 57,65 | Q     |
| 5.        | 1    | Andrew Willis       | Reino Unido    | 57,84 |       |
| 6.        | 5    | Yan Zibei           | China          | 58,01 |       |
| 7.        | 2    | Carlos Claverie     | Venezuela      | 58,22 |       |
| 8.        | 8    | Giedrius Titenis    | Lituânia       | 58,36 |       |

#### Semifinal 2
| Colocação | Raia | Nome                  | Nacionalidade  | Tempo | Notas |
| --------- | ---- | --------------------- | -------------- | ----- | ----- |
| 1.        | 4    | Marco Koch            | Alemanha       | 56,86 | Q     |
| 2.        | 5    | Cody Miller           | Estados Unidos | 57,14 | Q     |
| 3.        | 6    | Fabio Scozzoli        | Itália         | 57,22 | Q     |
| 4.        | 7    | Oleg Kostin           | Rússia         | 57,52 | Q     |
| 5.        | 2    | Cameron van der Burgh | África do Sul  | 57,67 |       |
| 6.        | 3    | Felipe Lima           | Brasil         | 57,71 |       |
| 7.        | 1    | Ross Murdoch          | Reino Unido    | 57,77 |       |
| 8.        | 8    | Yoshiki Yamanaka      | Japão          | 58,17 |       |

### Final
A final teve sua disputa realizada em 7 de dezembro. 
| Colocação         | Raia | Nome                | Nacionalidade  | Tempo | Notas |
| ----------------- | ---- | ------------------- | -------------- | ----- | ----- |
| Medalha de ouro   | 4    | Marco Koch          | Alemanha       | 56,77 |       |
| Medalha de prata  | 3    | Vladimir Morozov    | Rússia         | 57,00 |       |
| Medalha de bronze | 7    | Fabio Scozzoli      | Itália         | 57,04 |       |
| 4.                | 5    | Felipe França Silva | Brasil         | 57,05 |       |
| 5.                | 1    | Oleg Kostin         | Rússia         | 57,07 |       |
| 6.                | 2    | Cody Miller         | Estados Unidos | 57,08 |       |
| 7.                | 6    | Nic Fink            | Estados Unidos | 57,22 |       |
| 8.                | 8    | Ilja Szymanowicz    | Bielorrússia   | 57,28 |       |

Legenda
| Recorde mundial       | Recorde mundial (World record)               |                       | Recorde africano                      | Recorde africano (African) |                                           | Q | Classificado por posição (Qualified) |
| Recorde do campeonato | Recorde do campeonato (Championship record)  | Recorde da América    | Recorde da América (Americas)         | q                          | Classificado por melhor tempo (Qualified) |   |                                      |
| Melhor marca do ano   | Melhor marca do ano (World leading)          | Recorde asiático      | Recorde asiático (Asian)              | DNS                        | Não largou (Did not start)                |   |                                      |
| Recorde nacional      | Recorde nacional (National record)           | Recorde europeu       | Recorde europeu (European)            | DNF                        | Não terminou (Did not finish)             |   |                                      |
| Recorde pessoal       | Recorde pessoal do atleta (Personal best)    | Recorde da Oceania    | Recorde da Oceania (Oceania)          | DSQ / DQ                   | Desclassificado (Disqualified)            |   |                                      |
| Recorde da temporada  | Recorde da temporada do atleta (Season best) | Recorde sul-americano | Recorde sul-americano (South America) | NM                         | Sem marca (No mark)                       |   |                                      |